# Paco Bienzobas
Francisco Ocáriz Bienzobas (* 26. März 1909 in San Sebastián; † 30. April 1981), auch bekannt als Paco Bienzobas, war ein spanischer Fußballspieler.

## Karriere als Fußballspieler

### Verein
Bienzobas spielte in seiner Jugend für Unión Deportiva de San Sebastián, einen kleinen Sportverein in seiner Heimatstadt. Mit 17 Jahren wurde er von Real Sociedad unter Vertrag genommen. Bereits in seiner ersten Saison gewann er mit dem Verein die Regionalmeisterschaft von Gipuzkoa. 1928 erreichte man das Finale der Copa del Rey, verlor jedoch im zweiten Entscheidungsspiel mit 1:3 gegen den FC Barcelona. Ein Jahr später nahm Bienzobas mit seinem Verein an der ersten Spielzeit der neu gegründeten Primera División teil. Daraufhin gewann er in der Saison 1928/29 mit 14 Toren als Erster die Auszeichnung des Torschützenkönigs dieser Liga und beendete das Spieljahr mit seiner Mannschaft auf dem vierten Platz. In den folgenden vier Jahren kam Real Sociedad jedoch nicht über Plätze im gesicherten Mittelfeld hinaus.
1934 verließ Bienzobas das Baskenland und wechselte zu CA Osasuna in die Segunda División. Bereits in seiner ersten Saison verhalf er dem Verein aus Pamplona zum Aufstieg. In der Folgesaison stieg man jedoch als Tabellenletzter sogleich wieder ab. Anschließend legte der Spanische Bürgerkrieg den Spielbetrieb lahm und Bienzobas’ Karriere auf Eis.
Nach Beendigung des Krieges kehrte Bienzobas zu Real Sociedad zurück. Mit dem mittlerweile ebenfalls in der Segunda División spielenden Club gelang ihm ein weiterer Aufstieg. Daraufhin absolvierte er in der Saison 1941/42 noch einige Spiele in der Primera División, ehe er zum Saisonende seine Laufbahn als Profifußballer beendete.

### Nationalmannschaft
Bienzobas bestritt zwei Spiele für die spanische Nationalmannschaft. Sein Debüt feierte er 1928 bei den Olympischen Spielen, als Spanien im Viertelfinale mit 1:7 gegen Italien verlor. Sein zweites und letztes Länderspiel bestritt er am 14. April 1929 gegen Frankreich. Diese Partie gewann Spanien – auch dank zweier Treffer von Bienzobas – mit 8:1.

## Karriere als Schiedsrichter
Nach dem Ende seiner Karriere als Profifußballer entschied sich Bienzobas 1942 zu einer Laufbahn als Schiedsrichter. Durch seine überzeugenden Auftritte leitete er 1948 erstmals auch Spiele der Primera División.

## Erfolge
- Pichichi-Trophäe: 1929
- Aufstieg in die Primera División: 1935, 1941